# Thomas Hardmeier

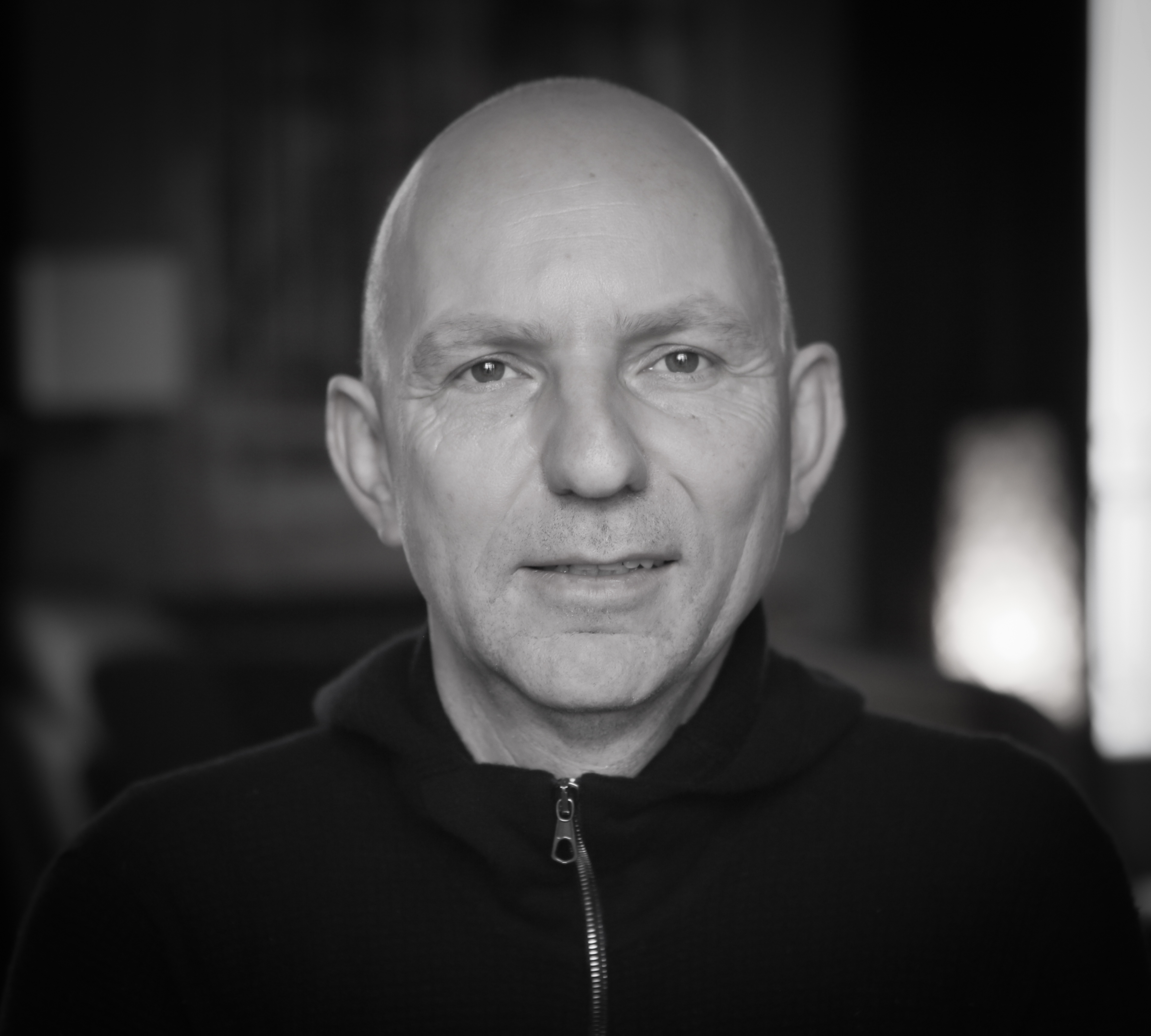
Thomas Hardmeier (Feb. 2019)

Thomas Hardmeier (* 16. Februar 1965 in Zürich, Schweiz) ist ein Schweizer Kameramann.

## Leben
Thomas Hardmeier arbeitete von 1986 bis 1994 als Kameraassistent beim Französischen Film, bevor er mit der 1994 erschienenen Dokumentation Das langsame Sterben des Sumatranashorns als hauptverantwortlicher Kameramann debütierte. Anfangs arbeitete er sowohl in der Schweiz als auch in Frankreich und konzentrierte sich anschließend hauptsächlich auf Frankreich, wobei er zuletzt Filme wie Komplizen, 22 Bullets und Small World drehte. Für Die Karte meiner Träume gewann er 2014 einen César in der Kategorie Beste Kamera. Für Yves Saint Laurent erhielt er 2015 eine César-Nominierung (beste Kamera). Bei den Prix Lumières 2014 erhielt er die Auszeichnung für die Beste Kamera.

## Filmografie (Auswahl)
- 1994: Das langsame Sterben des Sumatranashorns
- 1996: Die Klienten – Einblick in die Seele
- 1996: Dr. Younamis’ Couch
- 1997: Königinnen für einen Tag (Reines d’un jour)
- 1999: Die freien Elektronen (Les électrons libres)
- 2001: Stille Liebe
- 2001: Thelma
- 2002: Reporter in der Krise (Newsman)
- 2003: Ich, Caesar. 10 ½ Jahre alt, 1,39 Meter groß (Moi César, 10 ans 1/2, 1m39)
- 2004: Villa Henriette
- 2005: Die Liebe ist kein Würfelspiel (Parlez-moi d’amour)
- 2005: Tatort: Schneetreiben
- 2007: Chrysalis – Tödliche Erinnerung (Chrysalis)
- 2007: Der Gehenkte (Le pendu)
- 2009: Komplizen (Complices)
- 2010: 22 Bullets (L’immortel)
- 2010: Small World (Je n’ai rien oublié)
- 2011: Der Kuss des Schmetterlings (Un baiser papillon)
- 2011: R.I.F. – Ich werde Dich finden (R.I.F. (Recherches dans l’intérêt des familles))
- 2012: Do Not Disturb
- 2013: Die Karte meiner Träume (The Young and Prodigious T.S. Spivet)
- 2013: Intersections
- 2014: Yves Saint Laurent
- 2015: Nos femmes
- 2018: Der Klavierspieler vom Gare du Nord (Au bout des doigts)
- 2018: Paris bei Nacht (L’amour est une fête)
- 2021: Villa Caprice
- 2022: Bigbug (BigBug)
- 2022: Ein MordsTeam ermittelt wieder (Loin du périph)
- 2023: Back to Alexandria